# Българският език (Иван Вазов)
„Българският език“ е ода на българския поет Иван Вазов. Публикувано е за първи път в стихосбирката „Поля и гори“, издадена през 1883 година от Драган Манчов.
В творбата се дава отговор на хулниците срещу българския език. В първата строфа на одата има анафора.